# Giuseppe Di Blasio
Pier Giuseppe Di Blasio (Rosburgo, 23 marzo 1896 – Roseto degli Abruzzi, 28 maggio 1964) è stato un ceramista e politico italiano.

## Biografia
Pier Giuseppe Di Blasio è nato a Rosburgo, nella marina di Montepagano che, con lui Podestà, il 20 febbraio del 1927 prese il nome di Roseto degli Abruzzi. Frequento l'Istituto di Belle Arti di Roma.
Tra i suoi insegnanti ebbe Umberto Coromaldi, Vittorio Grassi e Duilio Cambellotti. I primi riconoscimenti li ebbe già alla prima mostra romana presso la Casa d'Arte Palazzi nel 1925. Nello stesso anno sposa Irene Guglielmi, giovane aristocratica che “villeggiava” nell'albergo Imperiale di Roseto.
In un libro delle firme di una delle mostre romane del Di Blasio, Filippo Tommaso Marinetti scrisse “Futurismo”. Piero Scarpa, nel ‘30 lo descrive: "già maturo e ormai preparato saldamente ad affrontare le difficoltà che la pittura in ceramica presenta, perché egli ci dà la prova assoluta che quando vuole tutto gli è possibile raggiungere".